# Song Phượng
Song Phượng là một xã thuộc huyện Đan Phượng, thành phố Hà Nội, Việt Nam.
Xã Song Phượng có diện tích 2.23 km², dân số năm 2002 là 3848 người, mật độ dân số đạt 1726 người/km².